# Steingasse (Salzburg)

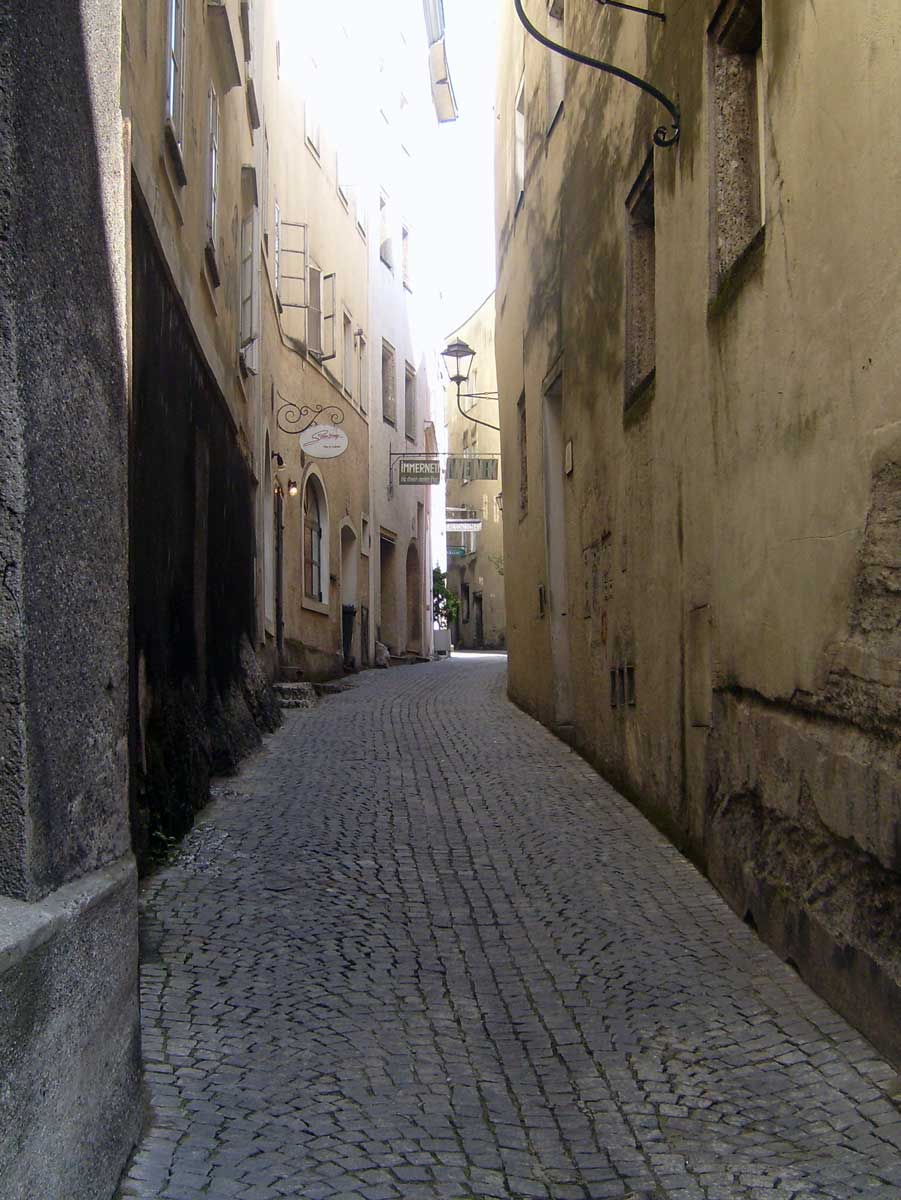
Blick nach Süden am Anfang der Steingasse

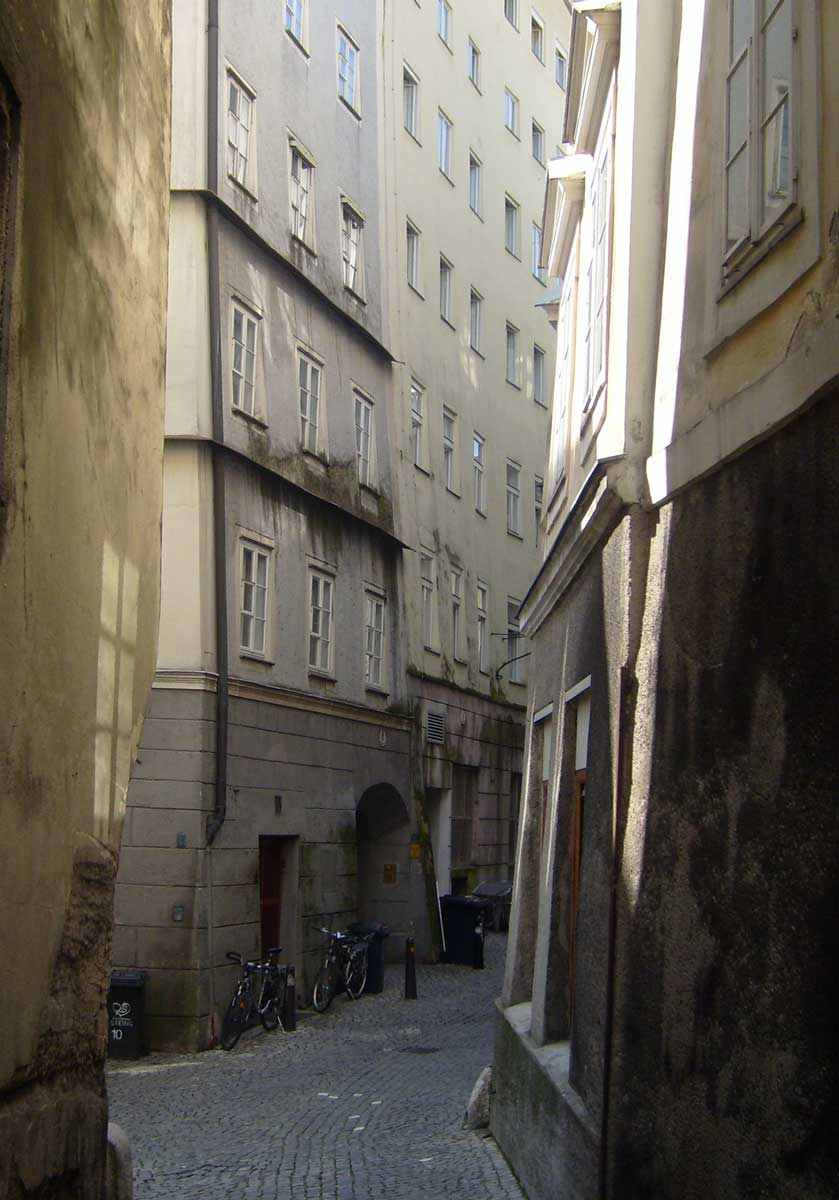
Blick nach Norden am Anfang der Steingasse

Die Steingasse (vor 1888: Innere Steingasse) in Salzburg auf der Neustadtseite verbindet das Platzl nahe der Staatsbrücke auf der Südseite des Kapuzinerbergs, früher Imberg genannt, mit der Arenbergstraße (vor 1888: Äußere Steingasse) in Richtung Osten. Dort befindet sich auch das bekannte Schloss Arenberg (vor 1861: Schloss Bürglstein). Joseph Mohr, der Autor des Liedes Stille Nacht, heilige Nacht, wuchs im Haus Steingasse 31 auf.

## Zum Namen
In germanischen Sprachen bedeutet stein Mauer oder harter Fels. Der Fels des Imberges ist tatsächlich wesentlich härter als der Konglomerat des zweiten inneren Stadtberges, des Mönchsberges. Die Häuser der Steingasse standen und stehen auf diesem Fels, direkt hinter den Häusern führt der Fels des Kapuzinerberges steil aufwärts. Die Häuser waren bis in die jüngste Vergangenheit in der Regel ohne Rückwand direkt am Fels angebaut, nach Starkregenfällen lief das Wasser durch die hinteren Zimmer hinunter zur Steingasse. Die steile und hohe Felskante direkt oberhalb der Häuserflucht war Teil des mittelalterlichen und frühneuzeitlichen Verteidigungsringes der Stadt und wurde zuletzt während der Regentschaft Paris von Lodrons skarpiert.

## Geschichte
Die Steingasse ist ein uralter Fahrweg, der schon Teil der alten Römerstraße war und über Glasa (heute Glas), Albina (Oberalm), Cucculis (Kuchl), über Tauern und Katschberg zur Stadt Teurnia bei Spittal an der Drau (Oberkärnten) und dann nach Aquileia führte.
Die Steingasse war früher oft durch Salzachhochwässer verschlämmt, so dass sie als Fahrstraße keinen guten Ruf besaß. Viele von Süden kommende Reisende bevorzugten deshalb den Umweg um den Kapuzinerberg, um dann über die Linzer Gasse in die Stadt zu gelangen.

## Die Steingasse und ihre Handwerker
Die Steingasse war in ihrer langen Geschichte vor allem Wohn- und Arbeitsstätte verschiedener einfacher Handwerker, wobei vor allem die Weißgerber, Hafner und Leinenweber hervorzuheben sind. Bemerkenswerterweise wurde Mozarts erste Geige von Geigenbauer Andreas Ferdinand Mayr geschaffen, der im Geigenmacherhaus (Steingasse 25) seine Werkstätte hatte.

### Die Weißgerber (früher Ircher)
Die Gerber, Ledererzeuger, konnten in der Stadt wegen des stärkeren Geruches der Lederarbeit und der nebenbei betriebenen Leimerzeugung aus Knochen kaum ihrer Arbeit nachgehen. In der Vorstadt Stein konnten sie in der Frischluftschneise der Salzach arbeiten. Hier war auch genügend Wasser für das Handwerk da. Von dem Lederhandwerk berichtet heute u. a. der Name des nächstgelegenen Lederergässchens beim ehemaligen Lederertor. Die salzachseitigen Arkadenbögen und luftigen Dachböden dienten einst als Trockenräume für das fertige Leder. Diese Arkaden sind teilweise erhalten. In den salzachseitigen Häusern Steingasse 22, 26, 32, 38 und 40 lebten einst viele Generationen lang Weißgerber.

### Die Hafner
Seit dem Mittelalter waren in der Steingasse auch die Hafner ansässig. Die erste Anhöhe der Steingasse außerhalb des inneren Steintores hieß früher allgemein Hafnerbühel. Bedeutende Hafner in Salzburg waren die Familie Strobl und Thomas Obermiller. Das Haus Steingasse 67, zumindest 300 Jahre lang als Haus der Hafner genutzt, war dabei vor allem Wohn- und Arbeitshaus der Familie Strobl, das Haus Steingasse 28 war das Hofhafnerhaus. Auch die Häuser 63 und 69 waren Hafnerhäuser.
Im 16. Jahrhundert galt Salzburg als Mittelpunkt der Erzeugung kunstvoller Kachelöfen im gesamten römisch-deutschen Reich. Viele alte Model im Stroblhaus wurden später als Baumaterial verwendet und anstelle von Ziegeln wahllos in die Hauswand eingemauert. Ernst Langthaler ist es zu verdanken, dass diese verborgenen kunstvollen Model nach 1960 wieder sorgsam aus dem Mauerwerk herausgelöst werden konnten.

### Die Leinenweber (Parchanter)
Auch die Leinenweber hatten vor allem in der Steingasse ihre Arbeits- und Wohnstätten. An diese Zunft erinnern vor allem die Häuser Steingasse 35 (Kahsbacher-Weberhaus), 61 und 65.

## Bemerkenswerte Gebäude

### Das (Innere) Steintor
Das Tor hieß früher auch Johannestor oder Judentor. (Nach der zweiten Vertreibung siedelten die Juden bis zur dritten Vertreibung im Jahr 1496 überwiegend in nächster Nähe des Tores). Es war dem Heiligen Johannes dem Evangelisten geweiht.
Der Vorläuferbau des heutigen Steintores wurde 1444 durch die Bürgerschaft errichtet und 1470 erneuert, aber bereits im 12. Jahrhundert stand hier ein Torturm. Der Bau Paris Lodrons wurde 1634 von Santino Solari errichtet. Die ursprünglich zum Torturm führende Holzbrücke samt Zugbrückenteil wurde um 1900 durch einen Steinbau ersetzt, wobei der alte Wehrgraben großteils aufgefüllt wurde.

### Das einstige Engelwirtshaus (heute „Das Kino“)
Das Haus Steingasse 14 besteht urkundlich zumindest seit 1469 und ging aus dem einstigen alten Wirts- und Badehaus „Zum goldenen Engel“ hervor, das jahrhundertelang als Gastwirtschaft geführt worden war. Hier befand sich zumindest von 1316 bis 1598 der Brückenkopf der Stadtbrücke, die dann unter Wolf Dietrich von Raitenau an ihren heutigen Standort verlegt wurde. Gegenüber diesem Haus stand einst der Engelwirtsbrunnen (siehe unten), der so zu seinem heutigen Namen kam. Mitte des 20. Jahrhunderts wurde dieses Wirtshaus in ein Kino umgewandelt. Zuerst befand sich hier das „Lichtspieltheater Gloria“, das dann „Lifka-Tonkino“ hieß, heute „Filmkulturzentrum Das Kino“.

### Das einstige Äußere Steintor

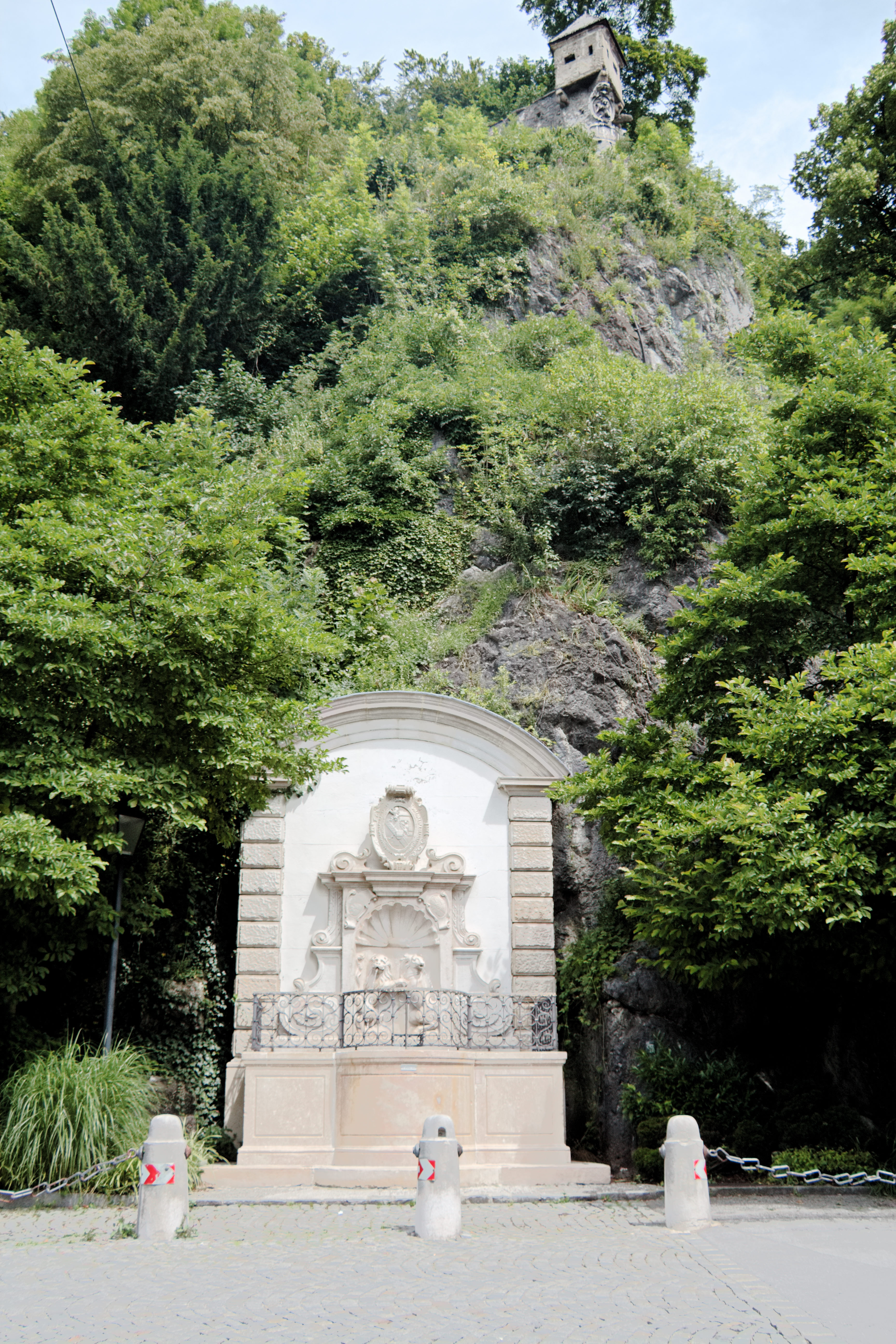
Engelwirtsbrunnen. Ungefähr an Stelle stand das Äußere Steintor

Das Äußere Steintor, Bürglstein-Tor oder „Klause zu Pyrglen“ genannt, wurde von der Bürgerschaft im Jahr 1477 unter Erzbischof Bernhard von Rohr erbaut. Zuvor bestand hier zumindest seit 1419 eine einfache Torhut. Das Äußere Steintor war schon bei mäßigem Hochwasser regelmäßig überschwemmt. Es wurde 1832 wegen Baufälligkeit abgerissen.

### Der Engelwirtsbrunnen
Johann Ernst von Thun ließ 1696 bei der alten St.-Andreas-Kirche in der Linzer Gasse einen neuen Brunnen errichten, der dann 1751 zum Engelwirt hin übersiedelte, bis er dort dem Verkehr zunehmend im Wege war. Im Jahr 1890 wurde er daher abgebaut und am Felsen zwischen den Häusern Steingasse 71 und Arenbergstraße 1 aufgestellt. Der Brunnen war vom Bildhauer Andreas Götzinger geschaffen worden.

## Die Steingasse heute
Heute finden sich nur noch wenige Geschäfte in dieser Gasse, die breite Imbergstraße hat als Hauptverkehrsader die sehr schmale Steingasse längst ersetzt.
Die Firma Weinkamer und das Trachtengeschäft Lanz haben dort heute noch Besitzungen. Am Anfang der Steingasse befindet sich das Filmtheater „Das Kino“ und das „Hotel Stein“ mit der „Steinterrasse“, das aus dem „Bräu am Stein“ hervorging. Die Häuser der Gasse sind heute vor allem als Wohnhäuser genutzt. Es gibt dort einige alte Lokale, unter anderem die „Andreas Hofer Weinstube“.

## Panzer in der Steingasse
Eine bekannte Anekdote besagt, dass im Mai 1945 amerikanische Soldaten versuchten, mit einem Panzer durch die schmale Steingasse zu fahren, um zu dem dort ansässigen Etablissement „Maison de Plaisir“ zu kommen. Dabei blieb der Panzer an der Ecke des Lifka-Lichtspieltheaters (heute Salzburger Filmkulturzentrum „Das Kino“) stecken und konnte erst Tage später mit Spezialgerät geborgen werden. Beschädigungen an der Wand sind bis heute sichtbar und werden als Zeugnis dieser Begebenheit betrachtet.
Obwohl dieses Ereignis nicht vollständig belegt werden kann, bleibt die Geschichte ein fester Bestandteil der lokalen Überlieferungen und trägt zum besonderen Charme der Steingasse bei.